# 바르질라
바르질라(핀란드어: Wärtsilä 배르칠래[*])는 해양 및 육상발전시장에서 필요로하는 에너지원과 관련된 각종 장비의 생산 및 서비스를 제공하는 핀란드 기업이다. Wärtsilä는 다양한 제품을 생산하고 있으며, 대표적으로 4행정 엔진을 포함하고 있다. 헬싱키에 본사를 두고 있는 Wärtsilä는 2020년 말 현재 세계 70여 개국의 현지 법인에 18,000여명의 직원이 근무하고 있다.

## 해양시장
- 전 세계 바다를 항해하는 선박의 3척중 1척은 Wärtsilä에서 공급한 엔진을 탑재하고 있으며, 2척 중 1척은 Wärtsilä의 서비스를 받고 있다.
- 바르질라는 일반상선, 해양설비, 여객선, 함정 및 특수선 등 모든 종류의 선박에 선박 설계부터 주 추진엔진, 발전기용 엔진, 전기/전자 시스템, 각종 추진장치, 실, 베어링 및 환경 관련 장비들을 생산 공급하며 또한 그 장비들의 유지 보수 및 성능 개선을 위한 각종 서비스를 제공한다. 교육 훈련 또한 빼놓을 수 없는 Wärtsilä의 서비스 제품 중의 하나이다.
- Wärtsilä의 주요 고객은 조선소와 선주이다. 솔루션 제공자로서의 Wärtsilä Marine 선의 건조시점부터 실 운항까지, 초기 제품의 공급부터 전체 수명주기 동안에 필요한 모든 복잡 다양한 서비스를 제공한다.
- 환경서비스업무는 각종 공해절감장치, 즉 질소산화물(Nox), 황산화물(Sox), 일산화탄소 (CO) 그리고 휘발성 유기화합물(VOCs) 절감장치부터 유,수 분리장치 및 워터솔루션을 포함한다.
- Wärtsilä는 핀란드의 주요 조선소로서, 1935-1989동안 호화여객선 건조 및 특히 쇄빙선 건조에는 세계 최고의 점유율을 기록했었다.

## 에너지시장
- Wärtsilä 는 지역난방 , 열병합 등 각종 육상발전설비의 공급 및 설치에 선도적인 위치에 있다.

- Wärtsilä는 600 MW까지의 각종 발전 설비를 공급하는데, 대부분 천연 가스 와 LNG (액화 천연 가스)와 같은 화석연료와 여러 종류의 액체연료유 와 바이오 가스 및 바이오 연료 같은 신 재생연료로 가동되고 있다.

- 일반적인 발전소에서 요구되는 성능 외에, 바르질라 엔진은 기동과 정지를 신속하게 작동할 수 있는 성능을 가지고 있고 순간 최대부하, 스마트 그리드와 비상 발전 등에 적합하도록 부분 부하에서도 고 효율을 유지한다. 또한 본 엔진들은 난방을 위한 증기 또는 온수를 생산하는 복합 사이클 및 열병합 발전 그리고 에어컨에서 사용하는 냉각수를 위한 삼중발전시스템에도 활용할 수 있다.

- Wärtsilä 가 1995년도에 인도한 Dr. Bird I 프로젝트에 이어 2006년에는 49.5MW 발전바지선인 Dr. Bird II를 자메이카에 인도하였다. 이 바지선들은 총 123.6 MW 전력을 생산하고 있으며, 현재 자메이카 에너지 파트너 사에서 운영 되고 있다.

## 서비스 시장
- Wärtsilä Services는 다양한 서비스제품 포트폴리오를 제공한다. 바르질라는 전 세계적으로 70여 개국 의 현지 법인에 200여 주요 도시에 4,500명 이상의 서비스 전문가들이 근무하고 있다. 바르질라 서비스는 육상용 발전 장치 및 선박 설비에 대하여 최적의 운전 및 라이프 사이클 실행에 초점을 두고 있다.

- Wärtsilä 는 예비 부품 공급, 유지보수, 업그레이드 작업과 중속과 저속 엔진의 가스 및 디젤의 연료 전환 솔루션과 관련 서비스를 제공하고, 추진장치, 전기 전자 제품 및 보일러의 서비스와, Scrubber, SCR, 산화 촉매, 선박평형수처리장치와 유•수 분리시스템 을 포함하는 환경 솔루션에 대한 서비스와 장기 서비스 계약, 교육훈련, 컨디션 모니터링 과 컨디션을 바탕으로한 유지 보수 및 자문 서비스를 제공한다.

## 엔진

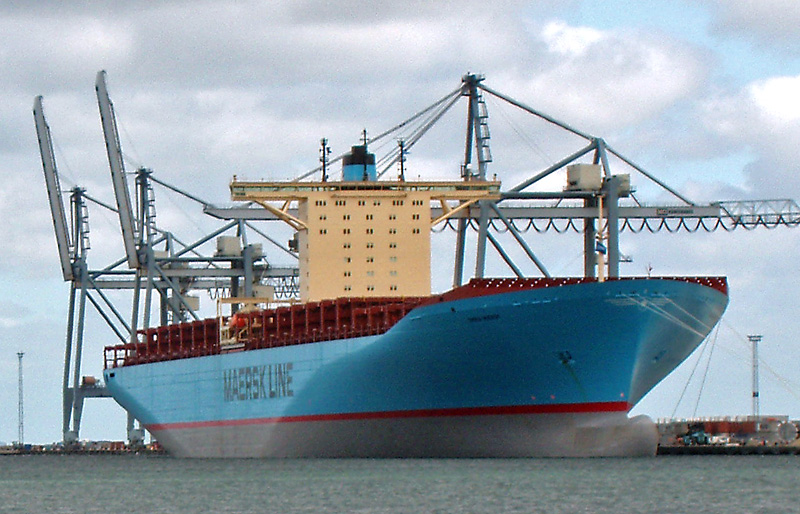
저속 엔진 Wärtsilä 14RT-flex96C 엔진 1기로 운항하는 “Emma Mærsk ”

- Wärtsilä는 육상 발전소와 선박용 추진 및 발전에 필요한 광범위한 저속 및 중속 , 디젤, 가스, 이중 및 다중연료 엔진들을 생산 공급한다. 엔진모델은 일반적으로 실린더직경을 cm 로 구분하는데, 2012년 현재 중속 엔진은 20cm~64cm(7.9~25inch), 저속엔진에서는 35~96cm(14~38inch) 범위의 제품들이 있다. 가장 작은 엔진은 4행정 중속 Wärtsilä 20 엔진으로 실린더당 출력이 200kW(270hp)인 반면에 가장 큰 2행정 저속엔진 Wärtsilä RT-flex96C는 실린더당 출력이 최대 5,720kW (7,670hp)에 달한다. 덧붙여, 바르질라는 중속 엔진 중에서 세계에서 가장 대형 엔진인 Wärtsilä 64엔진을 생산하는데, 실린더당 출력이 2,150kW(2,880hp)이다. 바르질라는 일자형과 V-type의 종속엔진을 생산하는데 실린더 수에 따라 4기통(4L20)에서 12기통(12V46F)까지 있고, 저속엔진에서는 5기통(5RT-flex35)에서 14기통(14RT-flex96C)의 일자형 엔진이 있다. 바르질라가 생산한 가장 대형 저속엔진은 RT-flex96C의 14기통 버전으로 80,080kW(107,390hp) 출력을 가지고 있으며 머스크 E-class 컨테이너 선박 등에 탑재 운항되고 있다.

## 주요실적
2020년 (1월-12월) 주요실적:
- 수 주 량 	: 43억 유로(5,327)
- 수주잔량	: 50억 유로(5,878)
- 순 매출액	: 46억 유로(5,170)
- 영업이익	: 2억3천4백만 유로(362), 순매출액의 5.1%(7.0%)